# Eyrecourt
Eyrecourt (irl.: Dún an Uchta) – wieś w hrabstwie Galway w Irlandii położona przy drodze R365, 12 km od Banagher.